# Bibliografia Madonny

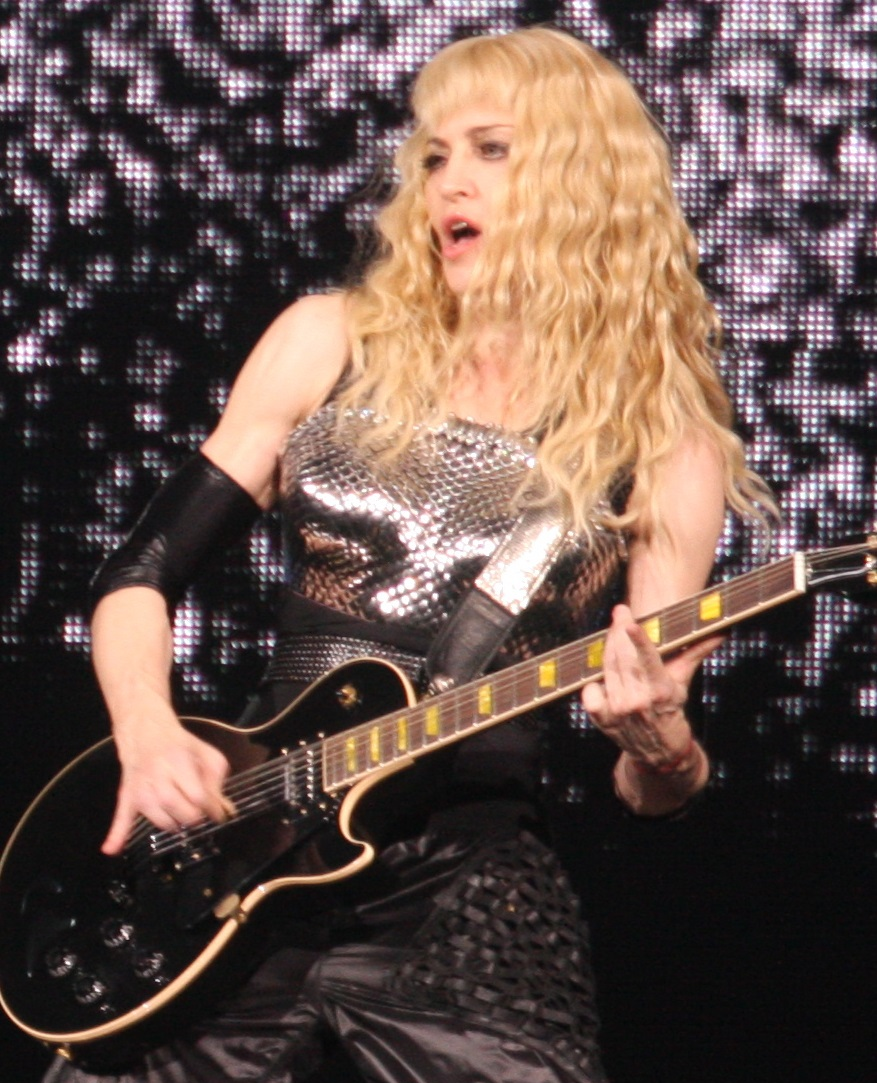
Madonna podczas koncertu w 2008 w ramach trasy Sticky & Sweet Tour

Bibliografia Madonny – bibliografia amerykańskiej piosenkarki, aktorki i pisarki Madonny. Lista obejmuje 6 albumów, 7 książek obrazkowych, 12 książek rozdziałowych i 11 artykułów prasowych. Znalazło się w niej także 6 książek innych autorów, nad którymi współpracowała, pisząc przedmowy lub inne fragmenty.
Jej pierwszą książką był album Sex (1992) ze zdjęciami i tekstami o charakterze erotycznym. Mimo negatywnego odbioru w mediach, w kilka dni wyprzedał pełny nakład 1,5 miliona egzemplarzy. Stał się tym samym najlepiej i najszybciej kupowaną książką typu na stolik kawowy w historii. W kolejnych latach wydała także kilka albumów ze swoimi zdjęciami, między innymi dokumentującymi jej trasy koncertowe.
W 2003 podpisała umowę z wydawnictwem Callaway Arts & Entertainment na książki obrazkowe dla dzieci. W tym samym roku ukazały się dwie pierwsze z nich, Angielskie różyczki i Jabłka pana Peabody’ego, z którymi zadebiutowała na pierwszym miejscu amerykańskiej listy bestsellerów dziecięcych „The New York Timesa”. W latach 2004–2006 wydała cztery kolejne pozycje, zaś w latach 2007–2010 opublikowała serię książek rozdziałowych nawiązujących do Angielskich różyczek. Do 2007 jej książki obrazkowe sprzedały się w ponad trzech milionach egzemplarzy na świecie.

## Główna twórczość

### Albumy
| Rok  | Tytuł                    | Współautorzy  | Wydawca                        | Opis | Źr.                 |
| ---- | ------------------------ | ------------- | ------------------------------ | --- | ------------------- |
| 1992 | Sex                      | —             | Maverick Warner Books Callaway | Książka z tekstami dotyczącymi erotyki, przeplatanymi zdjęciami w charakterze softcore autorstwa Stevena Meisela. | [ 9 ] [ 10 ] [ 11 ] |
| 1995 | Madonna: The Girlie Show | Glenn O’Brien | Callaway                       | Książka z fotografiami z trasy koncertowej The Girlie Show (1993) autorstwa Herba Rittsa.                         | [ 12 ]              |
| 2003 | X-STaTIC PRO=CeSS        | —             | Assaf Books and Art            | Książka ze zdjęciami, zrobionymi przez Stevena Kleina na potrzeby instalacji artystycznej pod tym samym tytułem.  | [ 13 ]              |
| 2004 | Nobody Knows Me          | —             | Boy Toy, Inc.                  | Książka z 52 niepublikowanymi wcześniej zdjęciami.                                                                | [ 14 ]              |
| 2008 | Madonna Confessions      | Guy Oseary    | powerHouse                     | Książka ze zdjęciami z trasy koncertowej Confessions Tour (2006).                                                 | [ 15 ] [ 16 ]       |
| 2009 | Madonna: Sticky & Sweet  | Guy Oseary    | powerHouse                     | Książka ze zdjęciami z trasy koncertowej Sticky & Sweet Tour (2008–2009).                                         | [ 17 ] [ 18 ]       |

### Książki obrazkowe
| Rok  | Tytuł                                  | Ilustrator               | Wydawca         | Źr.                  |
| ---- | -------------------------------------- | ------------------------ | --------------- | -------------------- |
| 2003 | Angielskie różyczki                    | Jeffrey Fulvimari        | Callaway Puffin | [ 4 ] [ 19 ] [ 20 ]  |
| 2003 | Jabłka pana Peabody’ego                | Loren Long               | Callaway Puffin | [ 21 ] [ 22 ]        |
| 2004 | Jakub i siedmiu złodziei               | Gennadij Spirin          | Callaway Puffin | [ 23 ] [ 24 ] [ 25 ] |
| 2004 | The Adventures of Abdi                 | Olga Dugina Andrej Dugin | Callaway Puffin | [ 26 ] [ 27 ]        |
| 2005 | Lotsa de Casha                         | Rui Paes                 | Callaway Puffin | [ 28 ] [ 29 ] [ 30 ] |
| 2006 | The English Roses and Other Stories    | Stacy Peterson           | Callaway Puffin | [ 6 ]                |
| 2006 | The English Roses: Too Good to be True | Stacy Peterson           | Callaway Puffin | [ 6 ]                |

### Książki rozdziałowe
Ilustratorem wszystkich książek jest Jeffrey Fulvimari.
| Rok  | Tytuł                                       | Współautorzy    | Wydawca         | Źr.   |
| ---- | ------------------------------------------- | --------------- | --------------- | ----- |
| 2007 | The English Roses: Friends for Life!        | —               | Puffin          | [ 7 ] |
| 2007 | The English Roses: Goodbye, Grace?          | Rebecca Gomez   | Callaway Puffin | [ 7 ] |
| 2007 | The English Roses: The New Girl             | Amy Cloud       | Puffin          | [ 7 ] |
| 2007 | The English Roses: A Rose by Any Other Name | Erica Ottenberg | Puffin          | [ 7 ] |
| 2008 | The English Roses: Big-Sister Blues         | Amy Cloud       | Puffin          | [ 7 ] |
| 2008 | The English Roses: Being Binah              | Erica Ottenberg | Puffin          | [ 7 ] |
| 2008 | The English Roses: Hooray for the Holidays! | Amy Cloud       | Callaway Puffin | [ 7 ] |
| 2008 | The English Roses: A Perfect Pair           | Erica Ottenberg | Puffin          | [ 7 ] |
| 2009 | The English Roses: Runway Rose              | Amy Cloud       | Puffin          | [ 7 ] |
| 2010 | The English Roses: Ready, Set, Vote!        | Rebecca Gomez   | Callaway Puffin | [ 7 ] |
| 2010 | The English Roses: American Dreams          | Rebecca Gomez   | Puffin          | [ 7 ] |
| 2010 | The English Roses: Catch the Bouquet!       | Amy Cloud       | Puffin          | [ 7 ] |

### Artykuły prasowe
| Rok  | Tytuł                                    | Czasopismo            | Opis | Źr.    |
| ---- | ---------------------------------------- | --------------------- | --- | ------ |
| 1985 | The Day I Made the ’Like a Virgin’ Video | „Star Hits”           | Opis pracy nad teledyskiem „Like a Virgin” (1984).                                                                                 | [ 31 ] |
| 1994 | Madonna Makes Dance                      | „Harper’s Bazaar”     | Wspomnienia ze spotkania z Marthą Graham i początkach kariery tanecznej.                                                           | [ 32 ] |
| 1995 | If I Were President                      | „George”              | Zbiór pomysłów na zmiany, które wprowadziłaby, gdyby była prezydentem.                                                             | [ 33 ] |
| 1996 | Me, Jean-Michel, Love and Money          | „The Guardian”        | Wspomnienia związku z Jeanem-Michelem Basquiatem, którego wystawę w Serpentine Galleries zasponsorowała.                           | [ 34 ] |
| 1996 | Madonna’s Evita Diaries                  | „Vanity Fair”         | Pamiętniki z pracy nad filmem Evita (1996).                                                                                        | [ 35 ] |
| 1997 | I’m Going to Miss You Gianni             | „Time”                | Wspomnienia na temat niedawno zmarłego Gianniego Versacego.                                                                        | [ 36 ] |
| 1998 | Madonna’s Indian Summer                  | „Rolling Stone”       | Wspomnienia na temat wakacji w dzieciństwie.                                                                                       | [ 37 ] |
| 1998 | The Right Note in East Harlem            | „New York Daily News” | Wspomnienia o wiolonczelistce Robercie Guaspari, którą miała zagrać w filmie Koncert na 50 serc (ostatecznie zrezygnowała z roli). | [ 39 ] |
| 2004 | What I Know Now                          | „People”              | Opis najważniejszego momentu w karierze, jakim było zwrócenie się ku kabale.                                                       | [ 40 ] |
| 2009 | How My Life Changed                      | „Jedi’ot Acharonot”   | Opis duchowego przebudzenia, jakie zaznała dzięki kabale.                                                                          | [ 41 ] |
| 2013 | Truth or Dare? Madonna’s Back            | „Harper’s Bazaar”     | Refleksje na temat odwagi w przemyśle muzycznym.                                                                                   | [ 42 ] |

## Dodatkowy wkład
| Rok  | Tytuł                                                                      | Autor            | Opis | Źr.                  |
| ---- | -------------------------------------------------------------------------- | ---------------- | --- | -------------------- |
| 1992 | Keith Haring: The Authorized Biography                                     | John Gruen       | Rozdział w książce biograficznej o Keithie Haringu.                                                                        | [ 43 ]               |
| 1996 | The Making of Evita                                                        | Alan Parker      | Przedmowa do książki o powstawaniu filmu Evita (1996), w którym zagrała główną rolę, napisanej przez jego reżysera.        | [ 44 ]               |
| 1998 | The Emperor’s New Clothes: An All-Star Retelling of the Classic Fairy Tale | różni            | Opowiadanie na podstawie powieści baśni Nowe szaty króla, opublikowane wraz z opowiadaniami innych osób ze świata kultury. | [ 45 ] [ 46 ]        |
| 2009 | I Am Because We Are                                                        | Kristen Ashburn  | Przedmowa do książki o dzieciach w Malawi, wydanej jako dodatek do filmu dokumentalnego Jestem, bo jesteśmy.               | [ 47 ] [ 48 ]        |
| 2010 | Tom Munro                                                                  | Tom Munro        | Przedmowa do monografii Munro.                                                                                             | [ 49 ] [ 50 ] [ 51 ] |
| 2010 | Mayumi’s Kitchen: Macrobiotic Cooking for Body and Soul                    | Mayumi Nishimura | Przedmowa do książki o diecie makrobiotycznej, napisanej przez jej dawną prywatną kucharkę.                                | [ 52 ] [ 53 ]        |